# Katharina Ohana
Katharina Ohana (geborene Kalle; * 4. Februar 1970 in Lich) ist eine deutsche Sozialphilosophin, Psychologin und Autorin.

## Leben und Wirken
Katharina Ohana wuchs mit drei jüngeren Geschwistern auf. 1990 legte sie an der Ursulinenschule in Königstein im Taunus das Abitur ab. Danach studierte sie an der Johann Wolfgang Goethe-Universität Frankfurt am Main und an der FU Berlin  Philosophie, Psychologie und Wissenschaftstheorie. Ihren Magister über das Thema „Freiheit und Ichstärke“ legte sie 1999 bei Axel Honneth ab. Ihre Promotion mit dem Titel Keiner kann anders als er ist: Also müssen wir freier werden. Willensfreiheit zwischen Wiederholungszwang und neurobiologischem Determinismus wurde 2015 an der Sigmund Freud Privatuniversität Wien bei Bernd Rieken erfolgreich beendet und erschien 2016 unter selbigen Titel beim Waxmann Verlag.
Weitere Publikationen von Katharina Ohana liegen vor: In ihrem Buch Ich, Rabentochter beschreibt sie das Schicksal der Kriegsenkelgeneration anhand ihrer eigenen Kindheit mit einer borderlinekranken Mutter. Ihr Buch Gestatten: ICH ist eine Einführung in die Psychologie für jedermann. Ihr drittes Buch Mr. Right. Von der Kunst den Richtigen zu finden. Und zu behalten ist eine Analyse unserer modernen Singlegesellschaft und der Gründe, warum viele Beziehungen heute scheitern. Ihr viertes Buch Narzissten wie wir. Vom Streben nach Aufwertung – ein ehrlicher Blick auf den Menschen entwirft ein neues Menschenbild (bei dem Körper und Geist nicht länger getrennt sind) und zeigt die sieben großen Selbstlügen unserer westlichen, protestantisch-kapitalistischen Kultur auf. Katharina Ohana arbeitet heute als freie Wissenschaftlerin.

## Schriften
- Ich, Rabentochter. München 2006.
- Gestatten: ICH. Die Entdeckung des Selbstbewusstseins. Gütersloher Verlagshaus, Gütersloh, 2010 ISBN 3-485-01085-5
- Mr. Right: Von der Kunst, den Richtigen zu finden. Und zu behalten. Gütersloher Verlagshaus, Gütersloh 2013 ISBN 978-3-579-06763-6
- Keiner kann anders, als er ist: Deshalb müssen wir freier werden. Willensfreiheit zwischen Wiederholungszwang und neurobiologischem Determinismus. Waxmann, Münster 2016. ISBN 978-3-8309-3364-9
- Narzissten wie wir. Vom Streben nach Aufwertung – ein ehrlicher Blick auf den Menschen Beltz Verlag Weinheim 2022 ISBN 978-3-407-86718-6